# بيلي تايلور (لاعب هوكي الجليد)
بيلي تايلور هو لاعب هوكي الجليد كندي، ولد في 14 أكتوبر 1942 في Kincaid, Saskatchewan ‏ في كندا، وتوفي في 8 سبتمبر 1979.

## وصلات خارجية
- بيلي تايلور على موقع دوري الهوكي الوطني (الإنجليزية)
- بيلي تايلور على موقع EliteProspects.com (الإنجليزية)
- بيلي تايلور على موقع HockeyDB.com (الإنجليزية)
- بيلي تايلور على موقع Hockey-Reference.com (الإنجليزية)